# Ernesto Mombelli
Ernesto Mombelli (Torino, 12 giugno 1867 – Firenze, 24 febbraio 1932) è stato un generale e politico italiano dal 1924 al 1926 fu governatore della Cirenaica.

## Biografia
Nato nel 1867, Ernesto Mombelli iniziò a militare giovanissimo nei reparti di fanteria. Dopo una brillante carriera da sottufficiale e ufficiale, divenne colonnello e venne nominato Addetto Militare a Costantinopoli dal 1913 rimanendovi sino all'inizio della successiva guerra mondiale.
Distintosi personalmente durante la guerra, prese parte alla campagna di guerra in Grecia tra il 1916 ed il 1917 comandando la 36ª Divisione di fanteria "Brescia" con il grado di maggiore generale. Dal 1917 al 1918 fu al comando del Corpo di spedizione italiano in Macedonia. Al termine del conflitto, nel 1920, venne insignito del grado di commendatore dell'Ordine militare di Savoia.
Dal 1922 al 1925 fu aiutante di campo di Vittorio Emanuele III.
Destinato al governatorato della Cirenaica, rimase in Libia dal 1924 al 2 dicembre 1926 succedendo a Luigi Bongiovanni. Durante i due anni della sua reggenza della carica, Mombelli, con l'impiego delle autoblindo ottenne una serie di successi che restrinse sempre più l'area del Gebel el-Achdar nelle mani dei senussi. Ai successi italiani si aggiunse inoltre l'occupazione dell'importante centro religioso senusso nell'oasi di Giarabub. Pur ripetutamente sconfitti i senussi nell'estate riuscirono a reagire realizzando nel corso dell'estate numerosi attacchi che provocarono la sua sostituzione con il nuovo governatore Attilio Teruzzi.
Promosso generale di corpo d'armata nel 1927, divenne comandante l'11º Corpo d'armata di Udine, quindi del 1º Corpo d'armata di Torino ed infine del 7º Corpo d'armata di Firenze, città ove spirò il 24 febbraio 1932.